# Deelteken (wiskunde)
Het deelteken  of gedeeld-doorteken ({\displaystyle :}) is het symbool (operator) dat tussen twee waarden geplaatst, aangeeft dat deze op elkaar moeten worden gedeeld.
Meestal, vooral in handgeschreven teksten, wordt hiervoor de dubbelepunt ({\displaystyle :}) gebruikt, soms voorzien van een dwarsstreepje ({\displaystyle \div }). De schuine streep ({\displaystyle /}) wordt ook wel gebruikt, al is dat meer om breuken mee aan duiden, net als een horizontale streep met erboven en eronder de waarden. Dit wordt met name bij wiskundige formules gebruikt om deze overzichtelijk te houden.
Voorbeelden
- {\displaystyle 108:36} (uitspraak: 108 gedeeld door 36)
- {\displaystyle 121\div 11}
- {\displaystyle 16/4} (uitspraak: 16 gedeeld door vier of als breuk: 16 vierde)
- {\displaystyle {\frac {-b\pm {\sqrt {b^{2}-4ac}}}{2a}}} (dit 'leest' beter dan: {\displaystyle (-b\pm {\sqrt {b^{2}-4ac}})\div 2a})

## Staartdeling
Voor de zogenaamde staartdeling wordt een afwijkende notitie gebruikt. Eigenlijk is het een schrijfwijze die wordt gebruikt om een deling uit te voeren en zal eerder op een kladpapiertje worden genoteerd, dan in een lopende tekst.

## Verhoudingen
De dubbelepunt wordt ook gebruikt om een verhouding mee aan te geven.
- {\displaystyle a:b=b:(a+b)} (uitspraak: a staat tot b als b staat tot a+b)

De keuze voor het deelteken ligt voor de hand; een verhouding kan immers als een deling worden beschouwd. Anders gezegd: de uitkomst van de deling voor het isgelijkteken is gelijk aan de uitkomst van die erna.

## Schaal
Het deelteken wordt ook gebuikt om een kaartschaal aan te geven.
- schaal 1 : 1000 (uitspraak 1 op 1000)

## Codering
| symbool               | unicode | unicode        | naam           | HTML         | HTML     | HTML     | LaTeX  |
| symbool               | positie | beschrijving   | naam           | hexadecimaal | decimaal | entity   | LaTeX  |
| --------------------- | ------- | -------------- | -------------- | ------------ | -------- | -------- | ------ |
| {\displaystyle :}     | U+003A  | colon          | dubbelepunt    | &#x003A;     | &#58;    |          | :      |
| {\displaystyle \div } | U+00F7  | division sign  | deelteken      | &#x00F7;     | &#247;   | &divide; | \div   |
| ∕                     | U+2215  | division slash | schuine streep | &#x2215;     | &#8725;  |          |        |
| ⁄                     | U+2044  | fraction slash | breukstreep    | &#x2044;     | &#8260;  | &frasl;  |        |
| /                     | U+2236  | ratio          | staat tot      | &#x2236;     | &#8758;  |          | \ratio |